# Le Mesnil-Amey
Le Mesnil-Amey è un comune francese di 274 abitanti situato nel dipartimento della Manica nella regione della Normandia.

## Società

### Evoluzione demografica
Abitanti censiti